# Наука в Болгарии

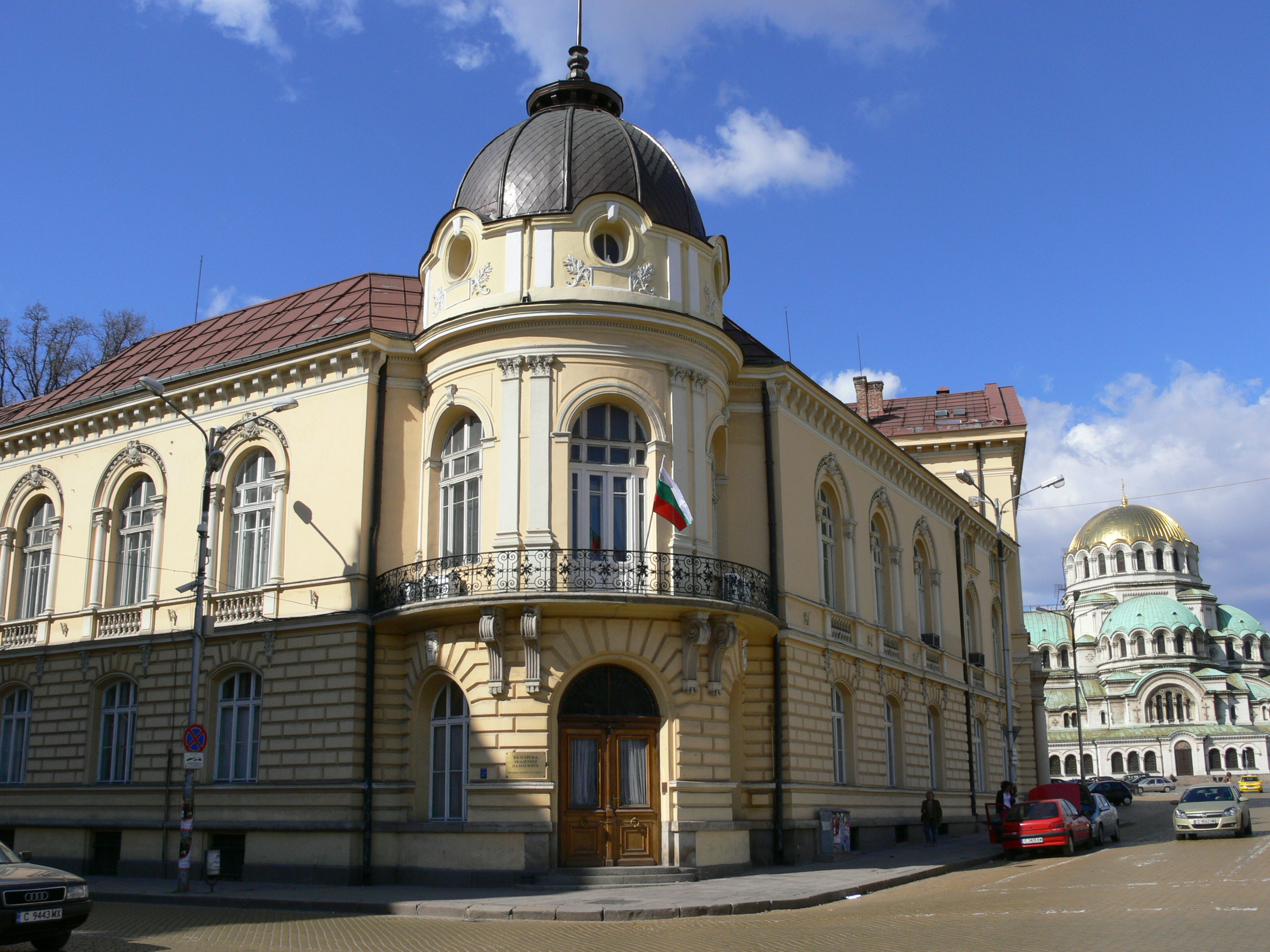
Болгарская академия наук, здание в Софии

Наука в Болгарии пережила серьёзный подъём с начала XX века благодаря развитию научно-технологической базы в стране. После 500-летнего османского ига в 1878 году страна обрела независимость и начала развивать науку, которая фактически не существовала во время Османской империи. Несмотря на политическую нестабильность в период между двумя мировыми войнами, масштабы научных исследований расширялись уверенно до начала 1990-х годов. После застоя в 1990-х годов болгарская наука с начала 2000-х продолжила своё развитие. Традиционно в болгарской науке хорошо развиты математика, информатика, физика, аэронавтика, космонавтика и медицина.

## Обзор

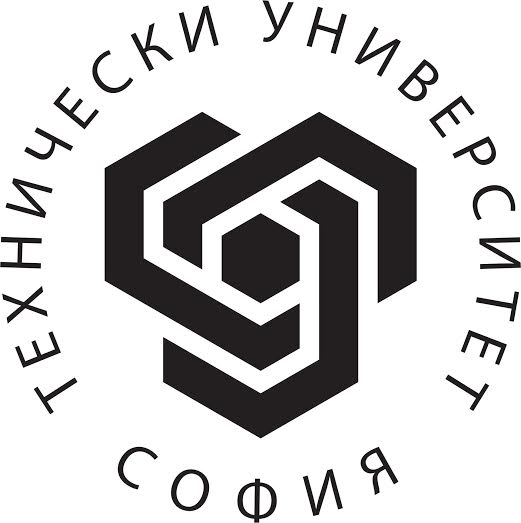
Логотип Софийского технического университета

По состоянию на 2009 год в Болгарии действовали 47 университетов. Традиции болгарской науки особенно примечательны в математике, астрономии, физике, ядерной физике и научно-ориентированном образовании. Значительный опыт есть в медицинских и фармацевтических исследованиях. Научные исследования проводятся, по большей части, в учреждениях Болгарской академии наук. По состоянию на 2009 год в связи с проблемами в Министерстве образования и науки Болгарии большая часть оборудования Болгарской академии наук оставалась невостребованной, в том числе электростатический ядерный ускоритель, исследовательский реактор и нейтронный генератор. С сентября 2008 года на службе Государственного агентства информационных технологий Болгарии состоит суперкомпьютер IBM Blue Gene/P, входивший в Топ-100 наиболее мощных в мире. Им осуществляют управление сотрудники Болгарской АН и Софийского университета. В январе 2009 года правительство Болгарии утвердило 10-летний план финансирования трёх основных сфер научного развития — инновационные потенциальные науки (биотехнология, технология здравоохранения, альтернативные источники энергии, нанотехнологии и связь), науки с устойчивым развитием (экология) и научные исследования в поддержку промышленности, Правительство планировало повысить расходы в 2010 году с 0,4 до 0,6% ВВП, чему помешал финансовый кризис.
По данным организации Менса, Болгария занимает 2-е место по результатам тестов на IQ среди населения и 2-е место по результатам экзаменов SAT. В 2004 году Менса признала болгарку Даниелу Симидчиеву человеком с самым высоким уровнем IQ в мире — результат в 200 баллов.
Болгарские учёные совершили серию выдающихся открытий: американский инженер болгарского происхождения Петр Петров представил прототип электронных часов, химик Димитр Пасков выделил галантамин из подснежника белоснежного, физик Иван Странский разработал молекулярно-кинетическую теорию образования и роста кристаллов, а болгарский Институт космических исследований и технологий представил образец космической теплицы. Помимо этого, Болгария занимается исследованиями Антарктиды благодаря работе искусственного спутника Болгария-1300 и действующей постоянной станции имени Святого Клемента Охридского: исследования ведутся в сфере влияния глобального потепления на климат континента и разнообразие биологических видов.

## Информатика и робототехника
Одной из наиболее продвинутых сфер болгарской науки считается информатика. Изобретателем первого электронного компьютера считается американский учёный Джон Атанасов, сын болгарского эмигранта. Но и в Организации Варшавского договора роль Болгарии в компьютерных науках была сравнима с ролью Кремниевой долины для информатики в США. Именно в ОВД Болгария стала ведущим центром исследований в сфере высоких технологий (в том числе и нанотехнологий), начав производить первые персональные компьютеры. В 1963 году был произведён первый болгарский компьютер «Витоша», а в начале 1980-е годов была запущена в производство серия компьютеров «Правец-8». По данным отчёта компании онлайн-экзаменов Brainbench, Болгария занимает 1-е место по числу ИТ-специалистов на душу населения в Европе и 8-е место в мире по числу ИКТ-специалистов, превосходя страны с большей численностью населения.
В 2009 году Болгария стала первой после России страной Центральной и Восточной Европы, объявившей о намерениях построить собственный центр исследования нанотехнологий. Правительство Болгарии заключило соглашение с IBM, рассчитывая воспользоваться опытом IBM и обеспечить возможность развития новых технологий и регистрации патентов на изобретения. Это соглашение стало первым в истории IBM соглашением с государством и его ведущими научно-исследовательскими организациями. К сожалению, в связи с финансовым кризисом проект был закрыт. Тем не менее, зарубежные компании осуществляют сотрудничество с Болгарией: в 2006 году был открыт Глобальный центр обслуживания Hewlett-Packard в Софии для стран Европы, Ближнего Востока и Африки, а годом ранее компания SAP построила две исследовательские лаборатории в Болгарии для развития сервера Java-приложений, платформ Composite Application Framework и NetWeaver. В Болгарии также развито автомобилестроение: производятся модели автомобилей Univers, Raven R1, Reus и Wildcat (компания 12B).
В настоящее время инновационный метод распознавания и перевода речи развивает болгарский учёный Койчо Митев. Он утверждает, что числа десятичной системы счисления позволяют воспроизводить артикуляцию любого звука, произносимого человеком, и именно на этом принципе основано его изобретение: оно представляет собой микрочип, который может записывать произнесённую человеком речь, оцифровывать её, производить автоматический перевод сказанного на установленный язык и затем воспроизводить этот перевод голосом того же говорившего человека.

## Космонавтика

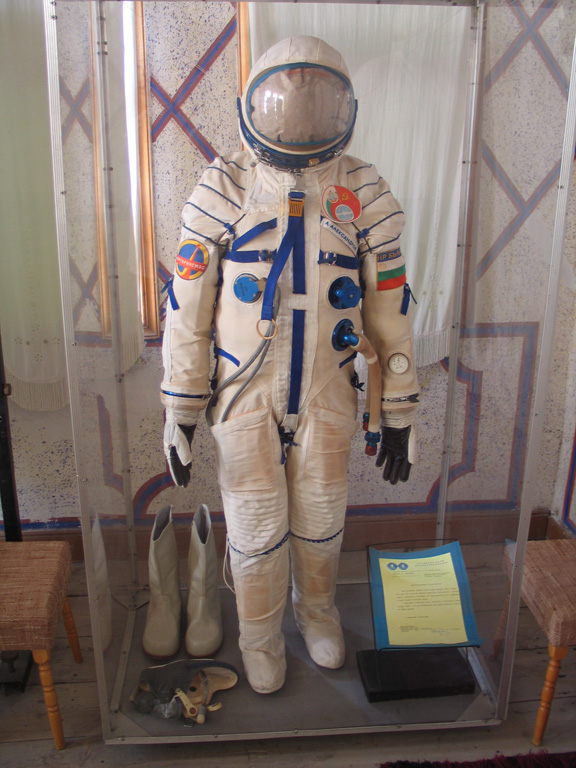
Скафандр типа «Сокол», которым пользовались Георгий Иванов и Александр Александров

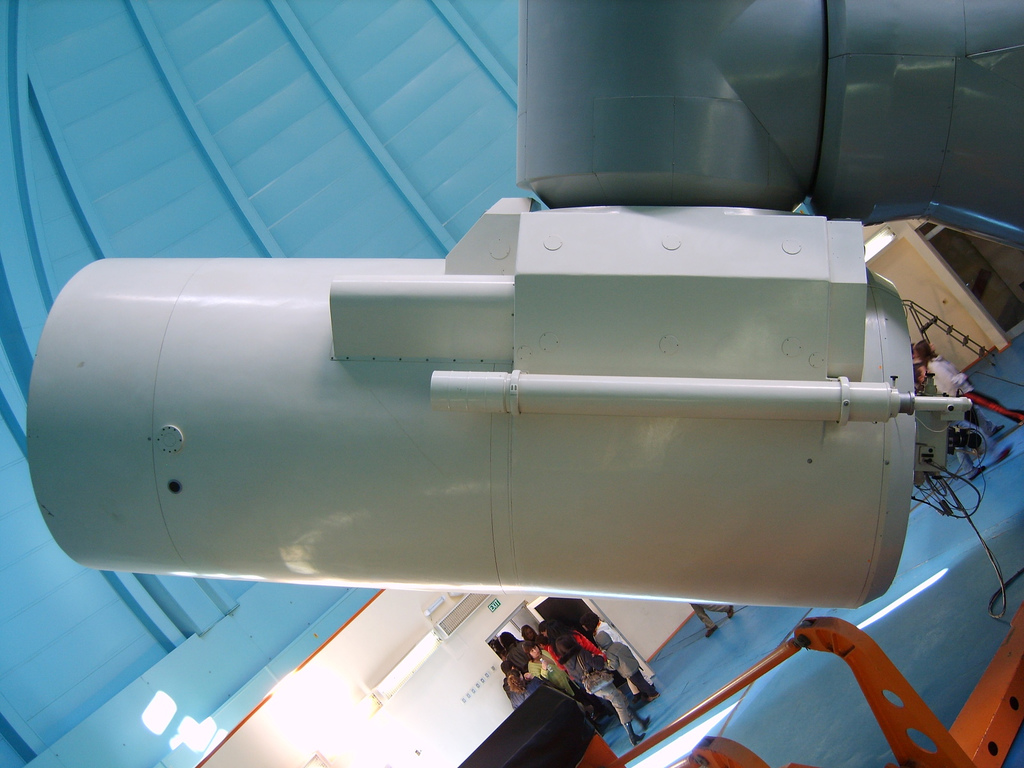
Двухметровый телескоп обсерватории Рожен

Болгария стала шестой страной в мире, отправившей человека в космос. В 1979 году на корабле «Союз-33» в космос отправился Георги Иванов, а в 1988 году Александр Александров провёл первый эксперимент на орбитальной станции «Мир». Помимо этого, Болгария производила большое количество научно-исследовательской аппаратуры для советской космической программы и приняла участие в запуске индийского искусственного спутника Луны «Чандраян-1». В 1981 году она разработала искусственный спутник Интеркосмос-Болгария-1300, выведенный на полярную орбиту советской ракетой-носитель «Восток-2М». Масса спутника 1500 кг, и он продолжает работу, собирая информацию для Болгарской АН. Болгарское космическое агентство также объявило о начале разработки спутника Балкансат в 2010 году. В самой стране есть две крупнейшие обсерватории: Роженская, крупнейшая в Юго-Восточной Европе, и Белоградчикская с тремя телескопами. Обе они занимаются образовательной и исследовательской деятельностью, как и менее крупные обсерватории с планетариями. Группа учёных во главе с астрономом Георгием Мандушевым обнаружили одну из крупнейших экзопланет во Вселенной — TrES-4 A b.
Асен Йорданов (1896–1967), основоположник болгарского воздухоплавания, работал авиатором, инженером и изобретателем, а также внёс вклад в развитие американской авиации. Он сыграл значительную роль в развитии авиации США (бомбардировщиков и палубных самолётов), а также в 1915 году создал первый болгарский самолёт «Диплан Йорданов-1». Ещё один болгарский изобретатель, Петр Петров, работал в НАСА и в 1970 году представил первый проект электронных часов. Это утверждение, однако, оспаривается группой учёных, которые приписывают создание электронных часов Йосиро Накамацу в 1953 году. Наконец, капитан ВВС Болгарии Симеон Петров создал первую авиабомбу в мире, в конструкцию которой вошли Х-образный стабилизационный хвост и детонатор, срабатывавший при столкновении. Большая часть авиабомб, созданных в мире, основаны именно на проекте авиабомбы Петрова. Именно Болгария приняла авиабомбы первой на вооружение и использовала их уже в Первой Балканской войне.

## Математика и физика
В Болгарии также сильная математическая школа. В Международной математической олимпиаде 2003 года, проходившей в Токио, участвовали 82 страны, и первое место сенсационно заняла именно Болгария, обойдя сборные Китая (2-е место), США (3-е место) и России (4-е место), которые по численности населения превосходили Болгарию в 184, 39 и 18 раз соответственно. Более того, все шестеро представителей Болгарии на Олимпиаде завоевали золотые медали, что происходило в истории Международной математической олимпиады всего четыре раза, а Болгария стала самой маленькой по числу населения страной, побеждавшей на Олимпиаде.
Выдающимися болгарскими физиками считаются Иван Странски и Георги Наджаков. Странски развивал молекулярно-кинетическую теорию образования и роста кристаллов, и результаты его работ по структуре и поведению кристаллов нашли широкое практическое применение в физической химии, металлургии и горном деле. Наджаков стал известен благодаря экспериментам с фотоэлектрическим эффектом и открытию фотоэлектретов, которое широко применяется в копировальных аппаратах. По состоянию на 2007 год в деятельности ЦЕРН участвовали более 90 болгарских учёных, около 30 из них были привлечены к работе с Большим адронным коллайдером.

## Антарктические исследования

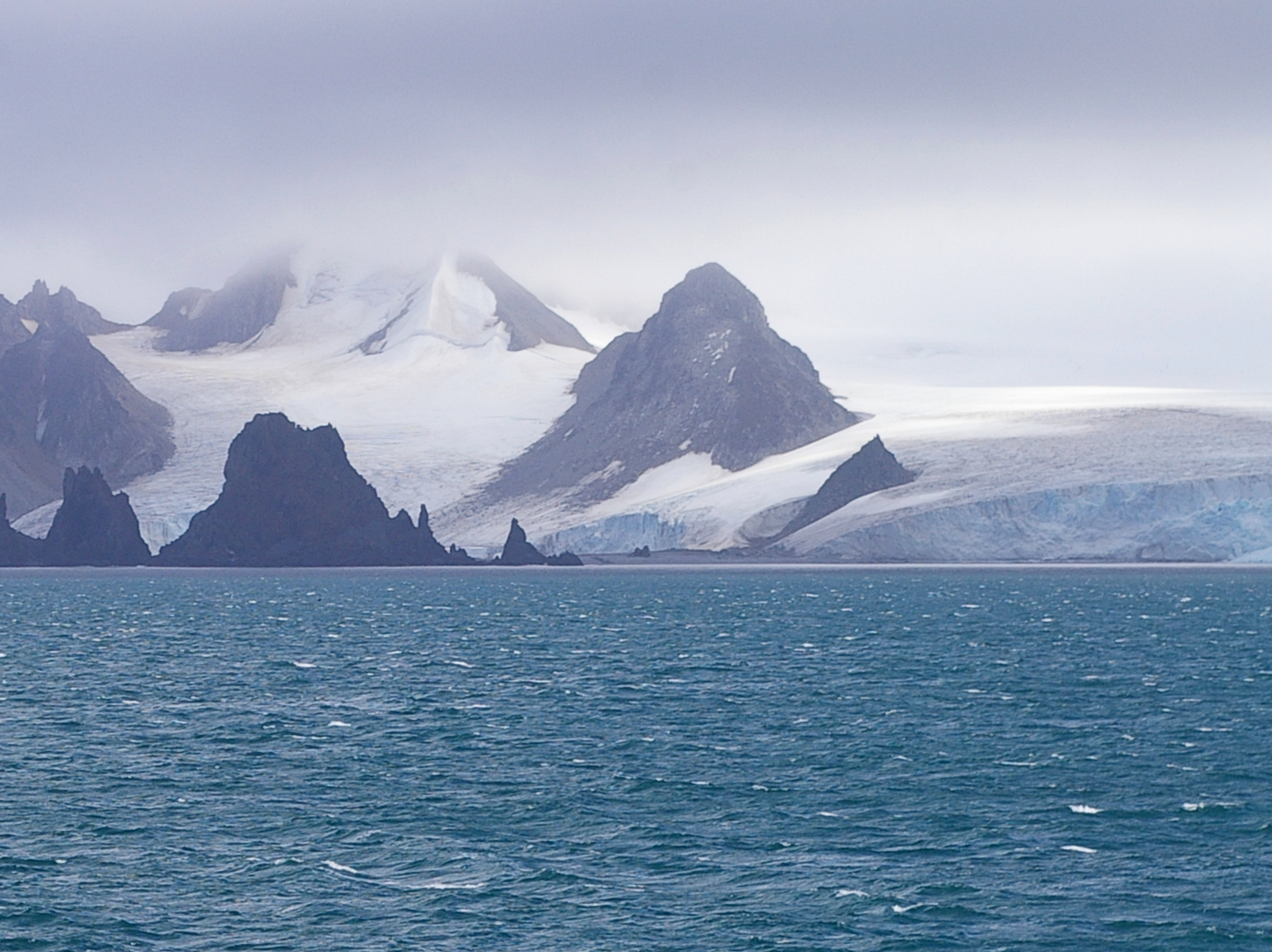
Пик Святого Киприана на острове Гринвич, архипелаг Южные Шетландские острова

В 1988 году Болгария начала свои исследования в Антарктике: сначала была неудачная попытка высадки на мысе Восток (северо-западная крайняя точка острова Земля Александра I), но затем были построены два барака на острове Ливингстон с 26 по 29 апреля 1988 года болгарской экспедицией из четырёх человек, которых доставило советское научное судно «Михаил Сомов». 11 декабря 1993 года объекты инфраструктуры были преобразованы в постоянную антарктическую станцию «Святой Климент Охридский». В 1996 и 1998 годах успешно завершилась программа по строительству нового здания на базе.
В 2009 году результаты болгарских антарктических экспедиций помогли составить детальную топографическую карту островов Гринвич, Сноу, Роберт и Смит в архипелаге Южных Шетландских островов.